# Nemacheilidae
Nemacheilidae – rodzina ryb karpiokształtnych (Cypriniformes), wcześniej klasyfikowana w randze podrodziny Nemacheilinae w obrębie przylgowatych (Balitoridae). Przedstawiciele tej rodziny różnią się od przylgowatych budową aparatu Webera.

## Występowanie
Występują w Europie i Azji, przy czym większość gatunków znana jest z subkontynentu indyjskiego, Indochin i Chin.

## Klasyfikacja
Do tego taksonu zaliczane są następujące rodzaje:
Aborichthys  — Acanthocobitis — Afronemacheilus — Barbatula  — Claea — Dzihunia — Hedinichthys — Heminoemacheilus — Homatula — Ilamnemacheilus  — Indoreonectes — Iskandaria — Lefua  — Longischistura  — Mesonoemacheilus — Metaschistura — Micronemacheilus  — Nemacheilus — Nemachilichthys — Neonoemacheilus — Oreias  — Oreonectes — Oxynoemacheilus — Paracobitis — Paranemachilus — Paraschistura — Physoschistura — Protonemacheilus — Pteronemacheilus — Schistura  — Sectoria  — Seminemacheilus — Sphaerophysa — Sundoreonectes  — Triplophysa — Troglocobitis — Tuberoschistura  — Turcinoemacheilus  — Yunnanilus